# Koszelewo (rejon brzeski)
Koszelewo (biał. Кошалева; ros. Кошелево) – wieś na Białorusi, w obwodzie brzeskim, w rejonie brzeskim, w sielsowiecie Telmy. W źródłach pojawia się także pod nazwą Koszyłowo.
Znajduje się tu przystanek kolejowy Koszelewo, położony na linii Moskwa - Mińsk - Brześć.

## Historia
Dawniej wieś i folwark. W dwudziestoleciu międzywojennym leżało w Polsce, w województwie poleskim, w powiecie brzeskim, w gminie Kosicze. Po II wojnie światowej w granicach Związku Sowieckiego. Od 1991 w niepodległej Białorusi.